# شمران (القفر)

تعديل مصدري - تعديل

شمران محلة تابعة لقرية العتبة، التابعة لعزلة بني مبارز بمديرية القفر إحدى مديريات محافظة إب في الجمهورية اليمنية، بلغ تعداد سكانها 57 حسب تعداد اليمن لعام 2004.